# Ludwigslied
El Ludwigslied ("cançó de Lluís") és un dels textos literaris més antics conservats en alemany. És una cançó, de 59 versos apariats, que celebra la victòria de Lluís III sobre els vikings a la batalla de Saucourt-en-Vimeu el 3 d'agost de 881. Com que en el poema es parla de Lluís com encara viu, ha d'haver estat escrit entre la data de la batalla i la mort del rei, el 5 d'agost de 882.

## Fet històric
Lluís III, d'uns divuit anys i que havia estat coronat el 879 amb uns setze anys, vencé els vikings (anomenats "normands" en el text) que havien atacat i assolat el regne franc occidental des de finals del segle VIII i des de 876 amb més intensitat. Segons les cròniques de l'època, en la batalla hi varen morir uns 9.000 vikings. Fou una gesta important i que interessava que fos difosa a un rei jove i de posició discutida. Tanmateix, Lluís morí en un accident un any després i, pocs anys més tard, el 911, els "homes del Nord" ("normand" té aquest significat), amb el seu cabdill Rol·ló, aconseguiren de Carles el Simple la cessió de la futura Normandia.
En el mateix fet històric, però sense que tingui res a veure amb el Ludwigslied (ni per llengua ni per cronologia ni per estil), està basada la cançó de gesta francesa Gormont et Isembart.

## Composició de la cançó
La cançó, com s'ha dit, ha d'haver estat composta en un període molt determinat de temps: entre l'agost de 881 i l'agost de 882. No és habitual de tenir datacions tan precises per les obres d'aquesta època. Està escrita en el dialecte fràncic del Rin, dialecte de l'antic alt alemany (el precursor de l'alemany modern).
Consta de 59 versos que rimen agrupats en parells (i alguns tercets). La cançó, sense deixar de ser una Preislied, cançó en lloança d'un heroi que sembla pròpia de la tradició oral germànica, està impregnada d'una visió cristiana on tant les ràtzies dels vikings (anomenats normands) com la victòria de Lluís són producte de la voluntat de Déu, anunciat com a mentor de Lluís des dels primers versos.

## Transmissió de la cançó i importància del text
El text es conserva en un manuscrit actualment a la biblioteca municipal de Valenciennes. Concretament és el manuscrit 150 de l'esmentada biblioteca, folis 141v – 143v. S'ha de remarcar també que la primera part del foli 141v conté, copiada per la mateixa mà que el Ludwigslied, la Seqüència de Santa Eulàlia, un dels primers textos en francès. El manuscrit de Valenciennes prové de l'abadia de Saint-Amand sur l'Elnon (Saint-Amand-les-Eaux, departament del Nord). El manuscrit en si és de finals del segle IX; conté obres de Gregori de Nazianz traduïdes per Rufí d'Aquileia; en els folis finals, que havien restat buits, s'hi copiaren seqüències i himnes així com el text de la cançó de Lluís. Tal com indica el títol que la precedeix, la cançó fou copiada després de la mort de Lluís ("Rithmus teutonicus de piae memoriae Hluduico rege filio Hluduici aeque regis" = Ritme en alemany a la memòria del rei Lluís, fill de Lluís), però el text en si, com s'ha dit, és certament anterior a la còpia.
El text fou, doncs, copiat en una zona de parla francesa; s'ha discutit si el copista seria francès o bilingüe. En tot cas, la presència de persones bilingües en aquesta zona i època no seria estranya. La còpia és acurada, assenyalant els hemistiquis i les majúscules.
El text el va descobrir el 1672 Dom Mabillon a l'abadia de Saint-Amand; Mabillon encarregà l'edició a Johannes Schilter que, disposant només d'una còpia imperfecta de Mabillon i no essent capaç de retrobar el manuscrit que mentrestant s'havia extraviat, en va publicar el 1696 una edició que no era perfecta. Finalment, el 1837 August Heinrich Hoffmann von Fallersleben retrobà el manuscrit a la biblioteca de Valenciennes.